# Condes (Jura)
Condes ist eine französische Gemeinde mit 117 Einwohnern (Stand 1. Januar 2022) im Département Jura in der Region Bourgogne-Franche-Comté. Sie gehört zum Arrondissement Lons-le-Saunier und zum Kanton Moirans-en-Montagne.

## Geografie
Condes umfasst als nordöstliche Nachbargemeinde von Thoirette-Coisia einen Teil des Stausees Lac de Coiselet, der den Ain aufstaut. Die weiteren Nachbargemeinden sind Chancia im Nordosten, Dortan (Département Ain) im Südosten und Vescles im Nordwesten.

## Bevölkerungsentwicklung
| Jahr                       | 1962 | 1968 | 1975 | 1982 | 1990 | 1999 | 2008 | 2017 |
| Einwohner                  | 87   | 80   | 61   | 48   | 53   | 108  | 117  | 114  |
| Quellen: Cassini und INSEE |      |      |      |      |      |      |      |      |

## Sehenswürdigkeiten
- Kirche Saint Nicolas aus dem 19. Jahrhundert
- Mühle aus dem 19. Jahrhundert, die bis 1993 die Inschrift «IGPC» für Inventaire général du patrimoine culturel trug

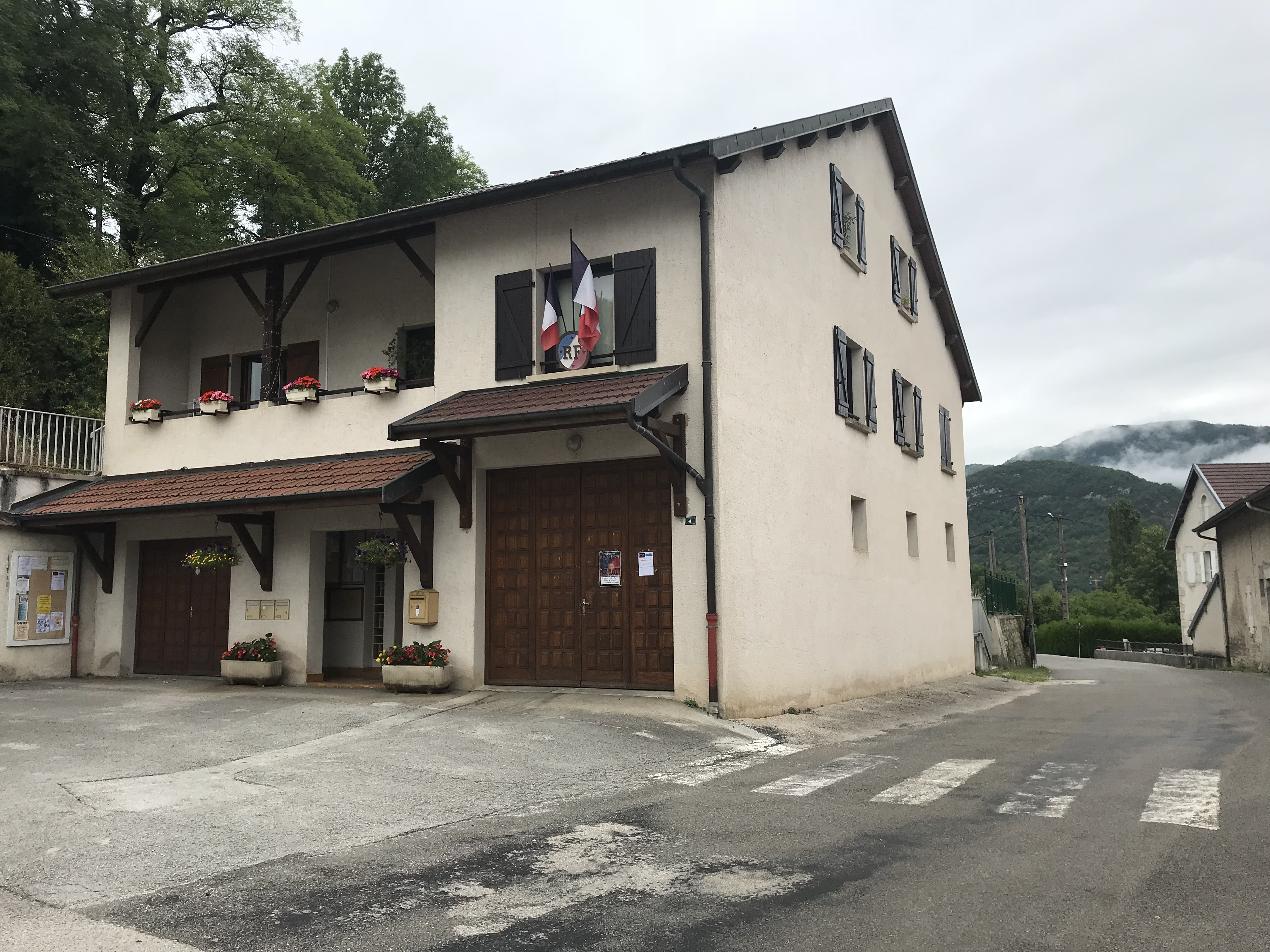
Mairie Condes
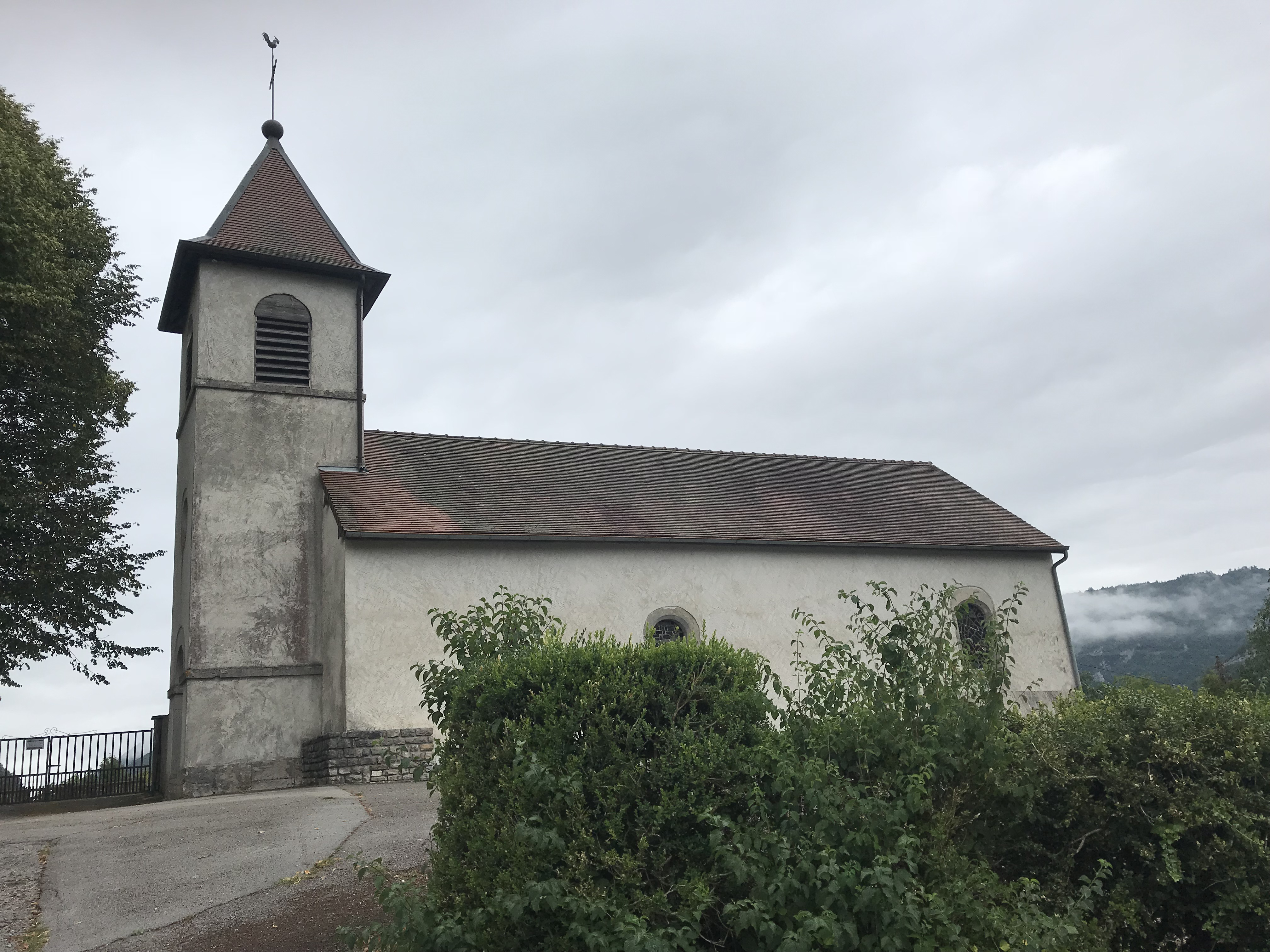
Kirche Saint-Nicolas
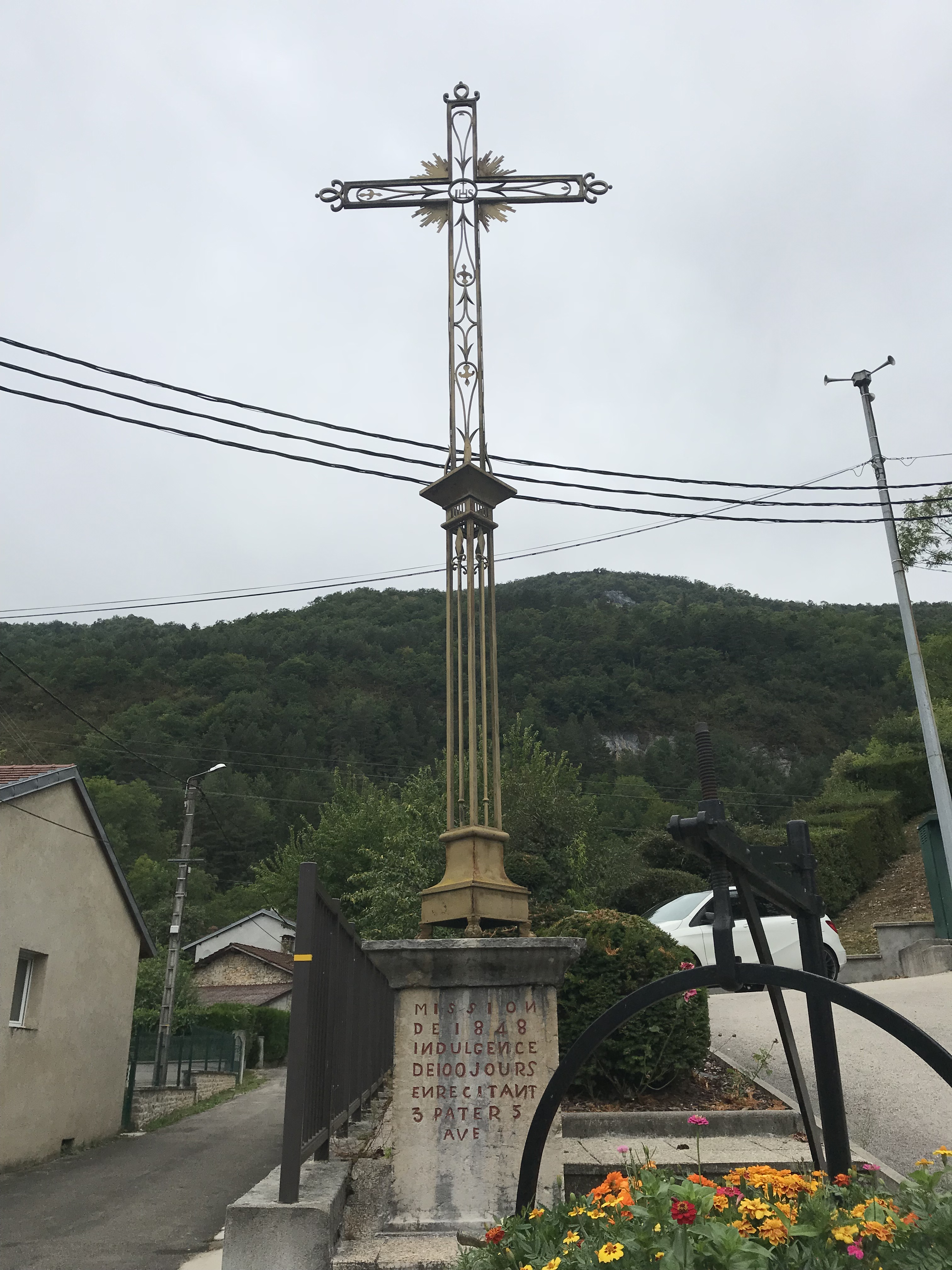
Wegkreuz
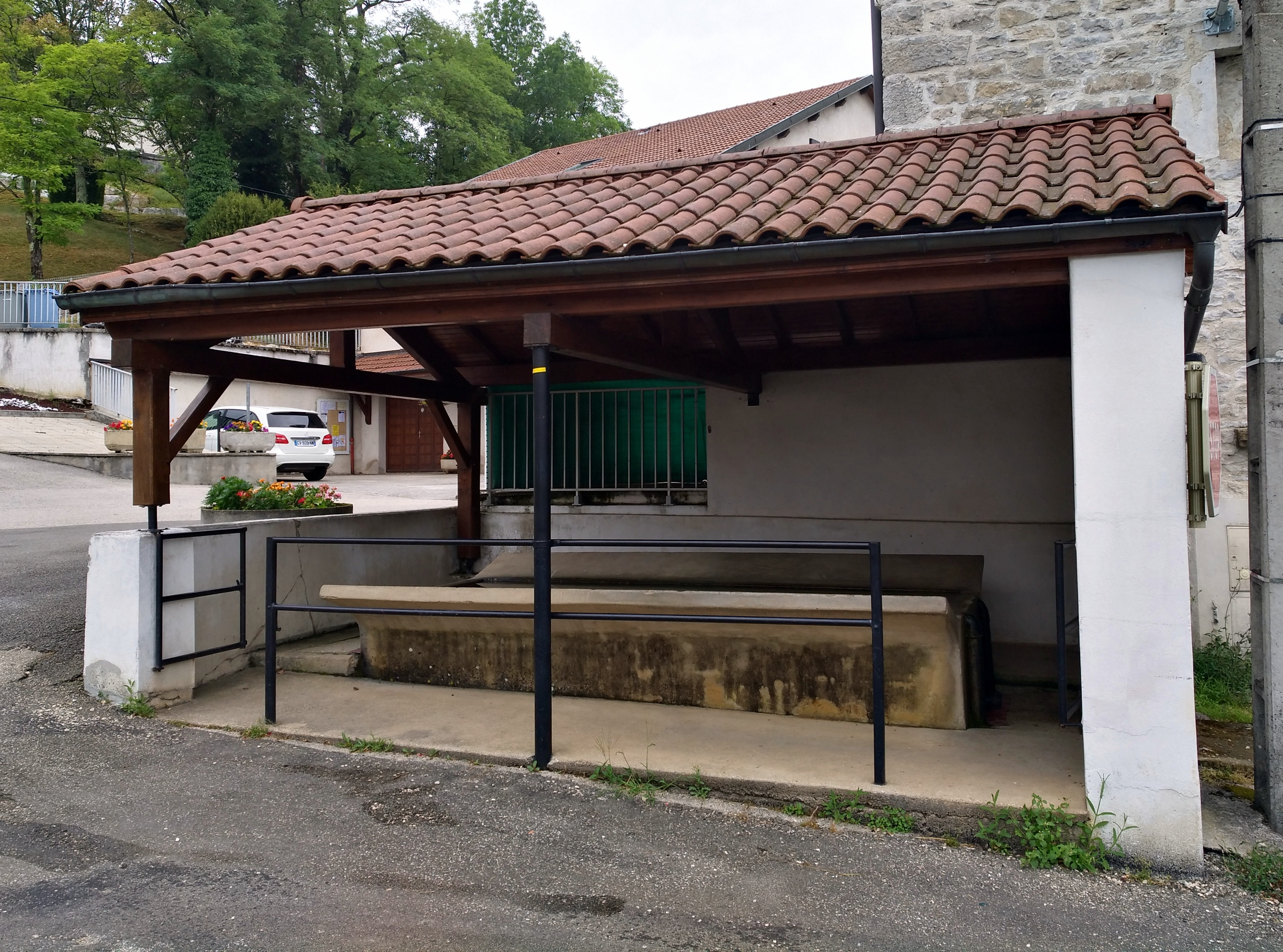
Ehemaliges Lavoir
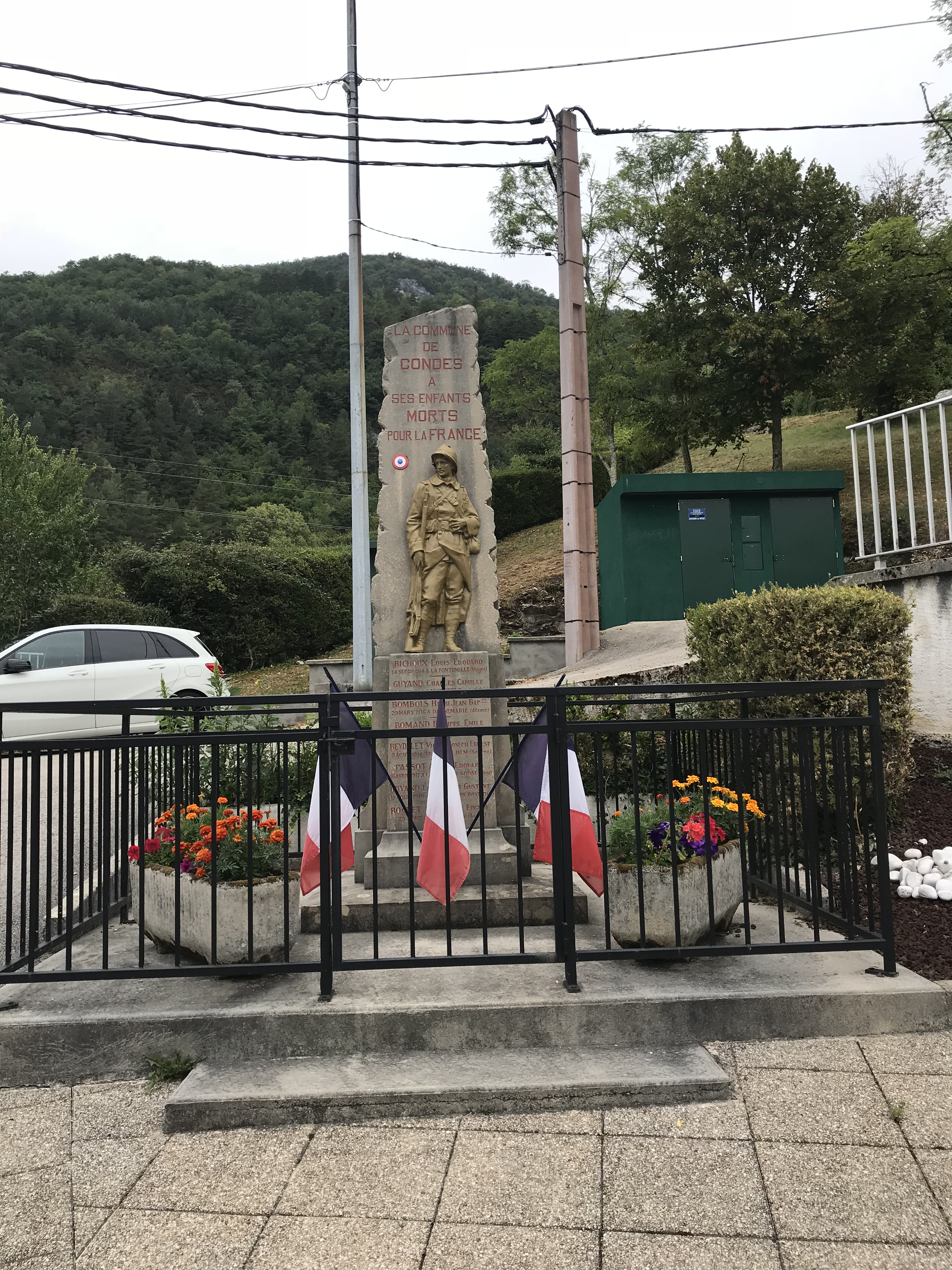
Gefallenendenkmal